# Sulcicnephia derzhavini
Sulcicnephia derzhavini är en tvåvingeart som först beskrevs av Rubtsov 1940.  Sulcicnephia derzhavini ingår i släktet Sulcicnephia och familjen knott. Inga underarter finns listade i Catalogue of Life.